# Super Bowl XX
Super Bowl XX was de twintigste editie van de Super Bowl, de American Football-finale tussen de kampioenen van de National Football Conference en de American Football Conference van 1985. De Super Bowl werd op 26 januari 1986 gehouden in de Louisiana Superdome in New Orleans. De Chicago Bears wonnen de wedstrijd met 46–10 tegen de New England Patriots en werden zo de kampioen van de National Football League.

## Play-offs
Play-offs gespeeld na het reguliere seizoen.
| Geplaatste teams | Geplaatste teams                    | Geplaatste teams                    | Geplaatste teams                 | Geplaatste teams                 |
| Plaats           | AFC                                 | AFC                                 | NFC                              | NFC                              |
| ---------------- | ----------------------------------- | ----------------------------------- | -------------------------------- | -------------------------------- |
| 1                | Los Angeles Raiders (West-winnaar)  | Los Angeles Raiders (West-winnaar)  | Chicago Bears (Centraal-winnaar) | Chicago Bears (Centraal-winnaar) |
| 2                | Miami Dolphins (Oost-winnaar)       | Miami Dolphins (Oost-winnaar)       | Los Angeles Rams (West-winnaar)  | Los Angeles Rams (West-winnaar)  |
| 3                | Cleveland Browns (Centraal-winnaar) | Cleveland Browns (Centraal-winnaar) | Dallas Cowboys (Oost-winnaar)    | Dallas Cowboys (Oost-winnaar)    |
|                  | AFC Wild Card Game                  | AFC Wild Card Game                  | NFC Wild Card Game               | NFC Wild Card Game               |
| 4                | New York Jets                       | 14                                  | New York Giants                  | 17                               |
| 5                | New England Patriots                | 26                                  | San Francisco 49ers              | 3                                |

|  | Divisional Play-offs           | Divisional Play-offs   |                              |    | NFC & AFC Championships | NFC & AFC Championships |  |  | Super Bowl XX | Super Bowl XX |
|  |                                |                        |                              |    |                         |                         |  |  |               |               |
|  |                                |                        |                              |    |                         |                         |  |  |               |               |
|  | Miami Orange Bowl, 4 jan.      |                        |                              |    |                         |                         |  |  |               |               |
|  |                                |                        |                              |    |                         |                         |  |  |               |               |
|  | Miami Dolphins                 | 24                     |                              |    |                         |                         |  |  |               |               |
|  | Miami Dolphins                 | 24                     | Miami Orange Bowl, 12 jan.   |    |                         |                         |  |  |               |               |
|  | Cleveland Browns               | 21                     |                              |    |                         |                         |  |  |               |               |
|  | Cleveland Browns               | 21                     | Miami Dolphins               | 14 |                         |                         |  |  |               |               |
|  | L.A. Memorial Coliseum, 5 jan. |                        | Miami Dolphins               | 14 |                         |                         |  |  |               |               |
|  |                                | New England Patriots   | 31                           |    |                         |                         |  |  |               |               |
|  | Los Angeles Raiders            | New England Patriots   | 31                           | 20 |                         |                         |  |  |               |               |
|  | Los Angeles Raiders            |                        | Louisiana Superdome, 26 jan. | 20 |                         |                         |  |  |               |               |
|  | New England Patriots           | 27                     |                              |    |                         |                         |  |  |               |               |
|  | New England Patriots           | 27                     | New England Patriots         | 10 |                         |                         |  |  |               |               |
|  | Soldier Field, 5 jan.          |                        | New England Patriots         | 10 |                         |                         |  |  |               |               |
|  |                                | Chicago Bears          | 46                           |    |                         |                         |  |  |               |               |
|  | Chicago Bears                  | Chicago Bears          | 46                           | 21 |                         |                         |  |  |               |               |
|  | Chicago Bears                  | Soldier Field, 12 jan. |                              | 21 |                         |                         |  |  |               |               |
|  | New York Giants                | 0                      |                              |    |                         |                         |  |  |               |               |
|  | New York Giants                | 0                      | Chicago Bears                | 24 |                         |                         |  |  |               |               |
|  | Anaheim Stadium, 4 jan.        |                        | Chicago Bears                | 24 |                         |                         |  |  |               |               |
|  |                                | Los Angeles Rams       | 0                            |    |                         |                         |  |  |               |               |
|  | Los Angeles Rams               | Los Angeles Rams       | 0                            | 20 |                         |                         |  |  |               |               |
|  | Los Angeles Rams               |                        |                              | 20 |                         |                         |  |  |               |               |
|  | Dallas Cowboys                 | 0                      |                              |    |                         |                         |  |  |               |               |
|  | Dallas Cowboys                 | 0                      |                              |    |                         |                         |  |  |               |               |